# Вород
Вород — правитель Хатры, столицы небольшого месопотамского государства в подчинении у Парфянского царства.
Он является самым древним из документально подтвержденных правителей Хатры, который упоминается лишь в нескольких надписей с титулом mry’ (господин). Согласно надписи, Вород является отцом Ману, и был, вероятно, его предшественником на посту правителя Хатры. Его надпись известна из айвана в Байт-Алахе, который был построен в начале II века. Надпись датируется приблизительно 110 годом.